# Histoire des Juifs à Malte

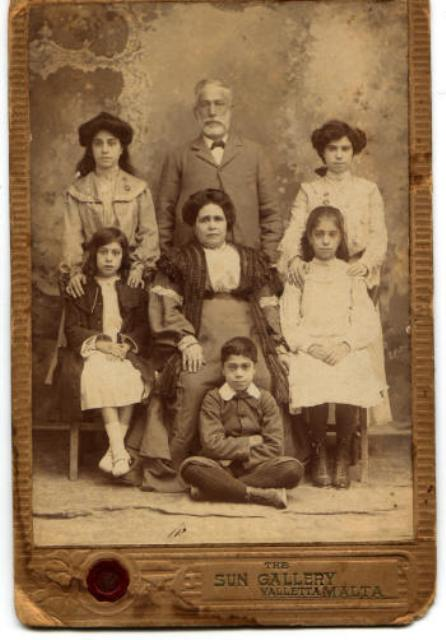
Photographie de la famille de Jacob Israel, de Corfou, et de son épouse Zula Zenzouri, de Sfax, prise à La Valette, vers 1900.

L'histoire des Juifs de Malte s'étend sur deux millénaires. Une communauté juive est attestée sur les îles au IVe et Ve siècles. Les Juifs ont prospéré à Malte sous la domination arabe et normande. Ils sont expulsés en 1492, et une communauté ne peut se rétablir qu'après 1798 sous la domination britannique. Aux XIXe et XXe siècles, la communauté juive de Malte accueille des réfugiés d'Italie et d'Europe centrale, échappant au régime nazi. Une petite communauté reste implantée dans les îles.

## Antiquité

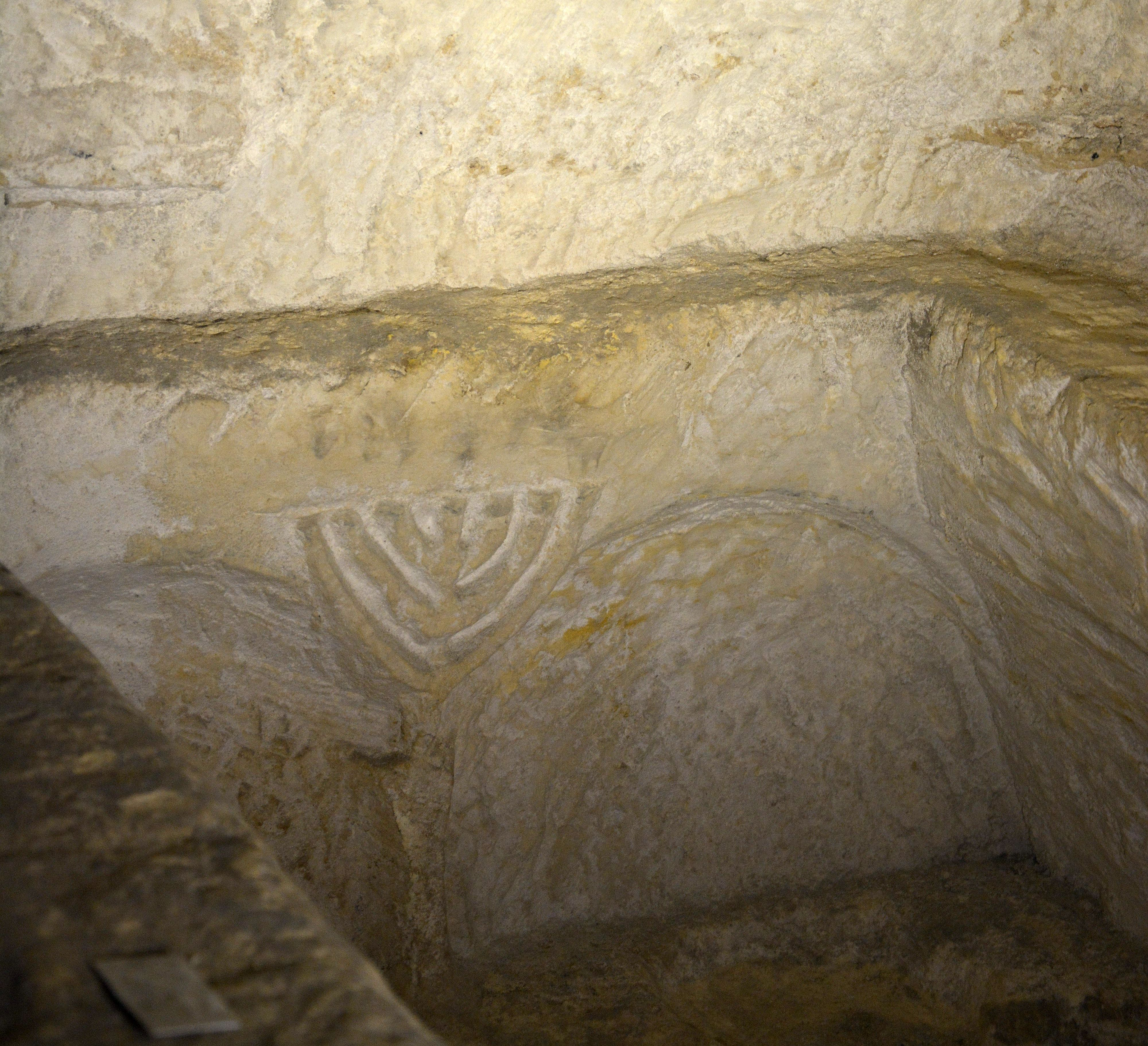
Menorah indiquant la présence de sépultures juives dans les catacombes de Saint Paul à Rabat, Malte.

Traditionnellement, le premier Juif à avoir mis le pied à Malte est Paul de Tarse, dont le navire, selon la légende, y a sombré en 62. Paul a  présenté le christianisme à la population insulaire.
Six sites funéraires avec des menorahs sculptées dans les catacombes de Rabat (chacune avec une douzaine de tombes) indiquent que les Juifs vivaient côte à côte avec les chrétiens et les païens à Malte aux IVe et Ve siècles, à l'époque romaine tardive puis byzantine. La communauté, dirigée par un conseil des anciens (gerousia), aurait rassemblé jusqu'à 300 personnes,,.

## Fatimides, Normands et Aragonais

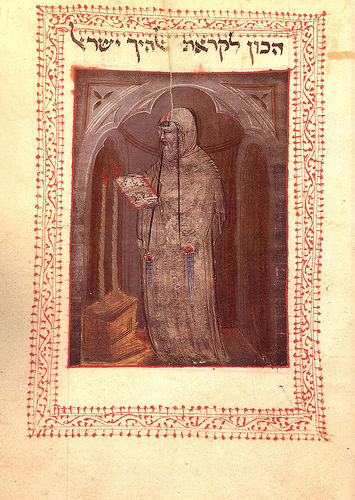
Avraham Abulafia a vécu à Comino de 1285 à sa mort dans les années 1290.

Il n'y a pas de découvertes archéologiques ou documentaires sur la présence juive à Malte pendant la période fatimide (870-1090), bien que dans la Sicile voisine, sous la même domination arabe, les juifs et les chrétiens vivent paisiblement. De même, il n'y a aucune trace de présence juive pendant le règne normand, vers 1091. Ce n'est qu'en 1241 que les chroniques de Gilibertus Abbate rapportent 25 familles juives à Malte et 8 à Gozo (contre 681 familles musulmanes et 1047 familles chrétiennes à Malte, et 155 et 203 respectivement à Gozo. L'interprétation de ces chiffres est contestée.
En 1285, le mystique juif Abraham Aboulafia de Saragosse, expulsé de la communauté juive de Palerme, se  retire pour vivre ses dernières années dans la solitude sur le Comino, où il écrivit Imrei Shefer, ou Sefer haOt. En 2003, les restes présumés d'Aboulafia et d'autres juifs maltais du Ier siècle de notre ère sont symboliquement enterrés dans le cimetière juif de Marsa.
À Mdina, à l'époque médiévale, la rue le long du côté nord de la cathédrale (Triq il-Fosos) est le quartier juif. Les Juifs ont payé une taxe spéciale à l' Universita de la ville, se voyant accorder en échange un monopole sur les apothicaires et les teinturiers. Dans la liste de la milice de 1419-1420 (un registre des hommes adultes à Malte, à l'exclusion de Birgu et Gozo), la colonne de la Giudecca (le quartier juif de Mdina) récompte 57 hommes juifs, extrapolant  à une estimation globale de 350 Juifs à Malte . Les familles avaient des noms de famille juifs typiques tels que Meyr / Mejr, Melj, Nefus, Levi, Catalanu, de Marsala.
En 1479, Malte et la Sicile passent sous la domination aragonaise et l' édit d'expulsion de 1492 oblige les Juifs à quitter le pays. Parce qu'ils constituent une grande partie de la population de l'île, la Couronne espagnole les force à payer une compensation pour les pertes fiscales causées par leur propre expulsion. On ne sait pas où sont allés les Juifs de Malte, mais ils ont probablement rejoint la communauté sicilienne du Levant. Il est également probable que plusieurs dizaines de Juifs maltais se soient convertis au christianisme pour rester dans le pays, comme l'ont fait de nombreux Juifs siciliens,.

## Chevaliers de Malte

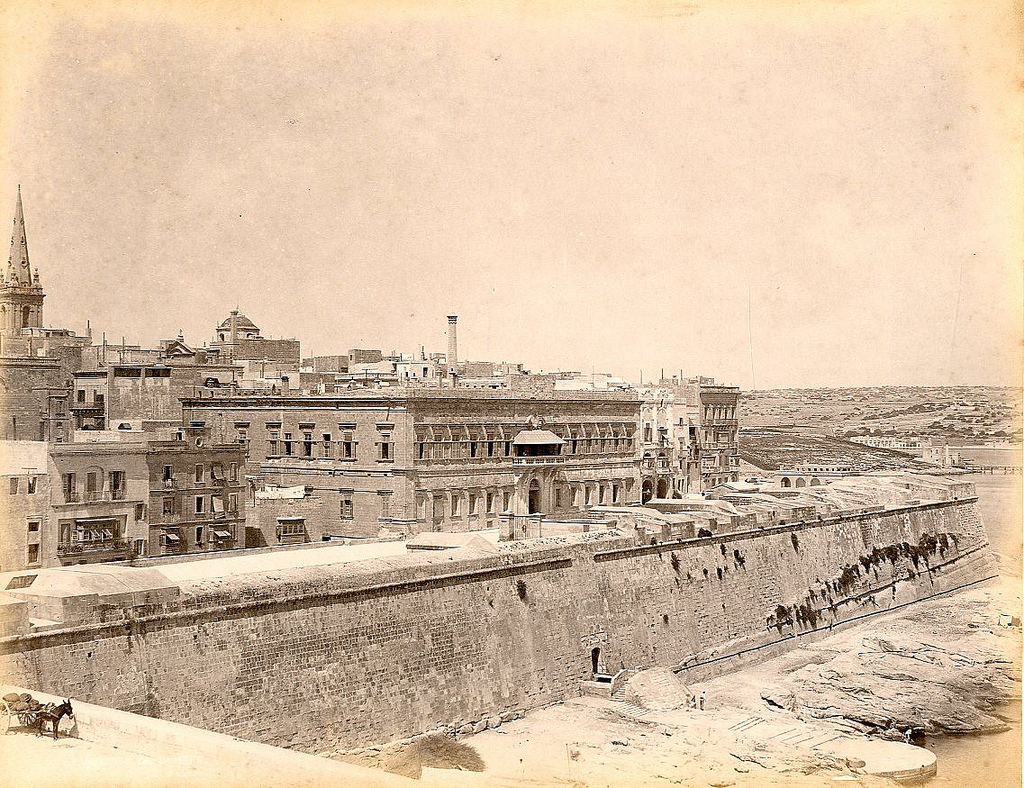
Port de Sally des Juifs à La Valette.

En 1530, Charles V d'Espagne  donne Malte aux Chevaliers de Saint-Jean, qui  gouvernent l'île jusqu'en 1798. Pendant ces trois siècles, il n'y a pas de population juive libre sur les îles. Les conversos siciliens installés à Malte, attirés par la politique libérale des Chevaliers envers les Juifs de Rhodes, devaient continuer à pratiquer leur religion en secret.
Dans la littérature juive de l'époque, Malte est fréquemment mentionnée pour sa population juive asservie. Les Chevaliers capturent des juifs et des musulmans lors de raids corsaires contre les navires marchands ottomans et les villes côtières, et les gardent en otage dans les bagnos (prisons) de Birgu, La Valette ou Senglea, pour extorquer une rançon. Ce sont les  Sociétés juives pour la rédemption des captifs (Pidion Shevuim) qui collectent à travers l'Europe ces rançons auprès des communautés juives (dont Livourne, Londres et Amsterdam). À défaut de rançon, les Juifs sont vendus comme serviteurs sous contrat, et reçoivent un nom chrétien et sont libérés par le Maître uniquement sur leur lit de mort. Les Juifs (en particulier les femmes) qui colportent leurs services en tant que guérisseurs et devins sont souvent confrontés à l' Inquisition. Les Juifs libres qui veulent visiter les îles doivent recevoir une autorisation spéciale du Grand Maître de l'Ordre et doivent entrer à La Valette par un petit port près de l'Auberge de Bavière, connue sous le nom de Sallyport des Juifs.
En 1749, un juif baptisé, Giuseppe Antonio Cohen, révèle aux autorités le complot d'une révolte d'esclaves musulmans. Pour son acte, il reçoit une pension de 500 écus et la propriété d'un immeuble à Strada Mercanti à La Valette, qui à partir de 1773 devient Monte di Pietà.

## Période coloniale britannique

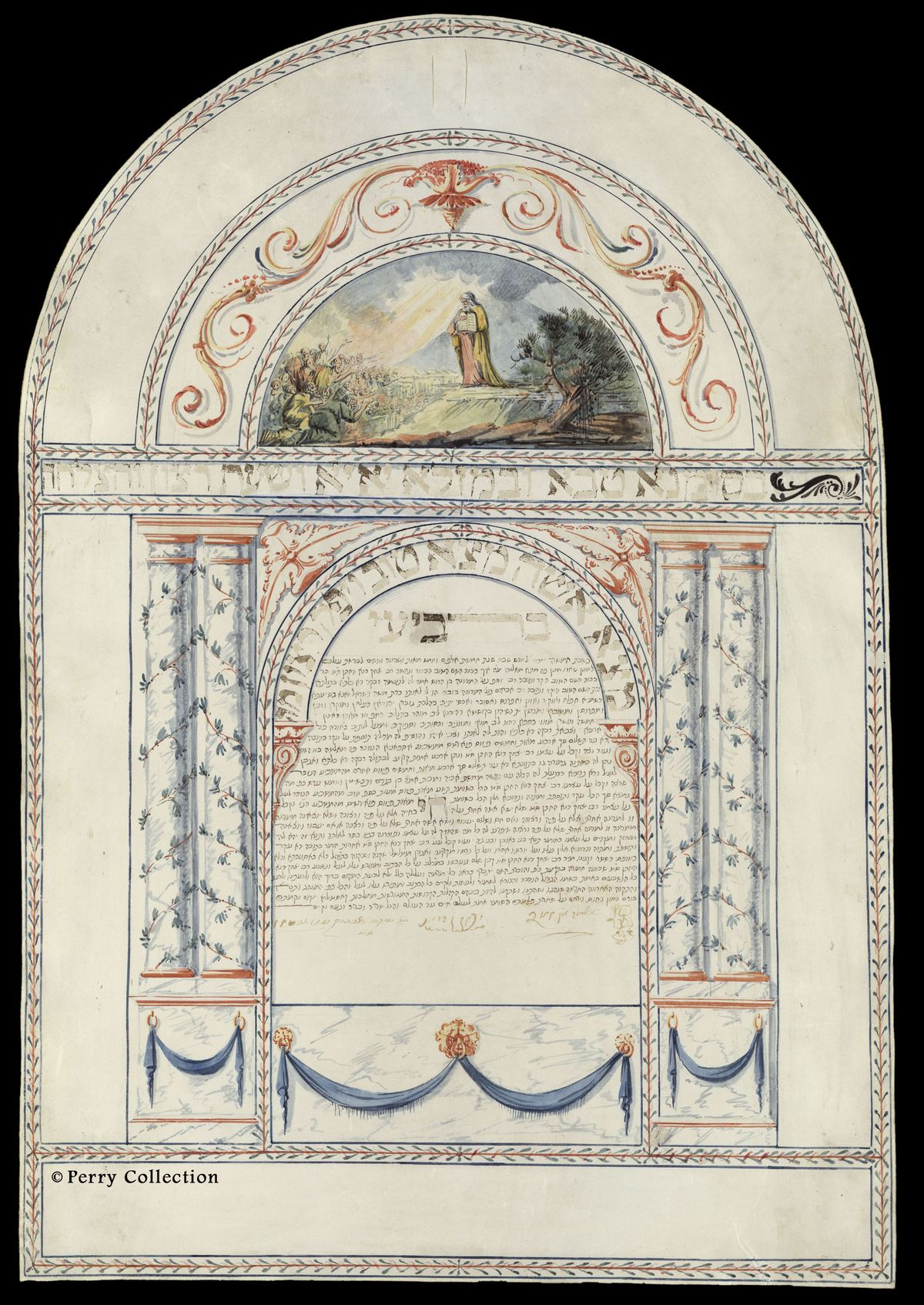
Ketubah de Malte, 1807.

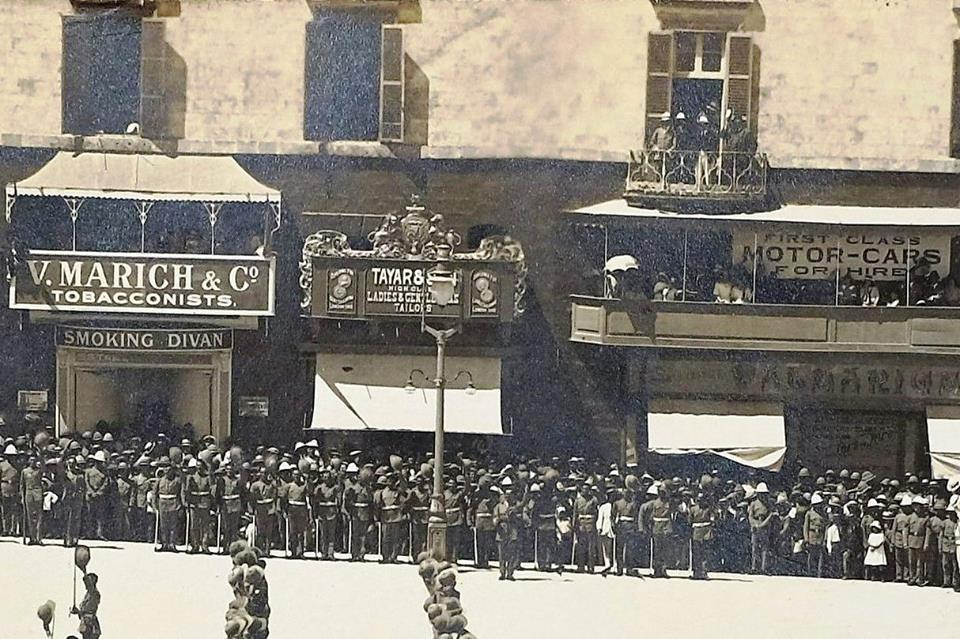
La boutique textile de Tayar à St George Square, La Valette, 1917

La majorité de la communauté juive maltaise contemporaine est issue de l'immigration juive d'Angleterre, de Gibraltar, d'Afrique du Nord, du Portugal et de Turquie pendant la courte période de domination française de 1798 à 1800 et de la domination britannique. À partir de 1805, les Juifs sont la cible des campagnes des Maltais dirigées contre tous les étrangers.
Les premières familles juives à s'installer à Malte sont les Abeasis (Abiaziz) de Gibraltar et les Borges da Silva du Portugal. En 1809, l'enseignant Abraham A. Correa arrive à Malte depuis l'Angleterre. En 1832 il devient le secrétaire du Comité des Juifs britanniques, dont le président est Jacob Borges da Silva. En 1835, Judith et Moïse Montefiore visitent Malte, trouvant seulement cinq familles juives.
En 1846, la communauté est assez grande pour inviter Josef Tajar de Tripoli à devenir depuis 1492, le premier rabbin. La synagogue, initialement dans la résidence Tajar au 155 Strada Reale, La Valette, déménage à Spur St (9, Strada Sperone). À la suite des révolutions de 1848, plusieurs familles juives appauvries de Hongrie, de France et d'Allemagne trouvent refuge à Malte. Pour répondre à leurs besoins, la communauté fait appel au Pidion et au rabbinat de Londres. Un rapport de 1851 note que la communauté est dirigée par Jacob Abeasis, Raffaele Bismot et Riccardo Pariente. Les familles les plus riches sont les Borges da Silva et Sonnino. De nombreux Juifs travaillent dans le commerce et la finance, en tant qu'agents et courtiers.
En 1863, après la mort de Josef Tajar, Sion Attias devient le nouveau rabbin suivi en 1878 par le rabbin Fragi Nimni. Un rapport de 1881 fait état de 79 résidents juifs britanniques, 48 Ottomans, 9 Italiens, 4 Portugais, 3 Tunisiens et 2 Allemands. Dans les années 1890, avec le soutien de l'évêché, une brochure est publiée, refondant la diffamation du sang contre les Juifs. La police intervient pour l'interdire. La communauté juive reste petite et à certaines périodes sans rabbin. Nissim Ohayon, né au Maroc, élevé au Portugal, est le dernier rabbin nommé en 1934, servant jusqu'en 1956.
Dans les années précèdent la Seconde Guerre mondiale, plusieurs Juifs fuyant le nazisme arrivent à Malte, en particulier d' Autriche (famille Eder), d'Italie et de Libye (famille Reginiano). Pendant la guerre des Juifs maltais combattent dans l' armée britannique.

## Époque contemporaine
En 2019, la communauté juive de Malte rassemble environ 150 personnes . En 2003, on estime à 120  les membres de la communauté, dont 80 actifs. La plupart des personnes sont âgées. Parmi la nouvelle génération, certains se sont installés  à l'étranger, notamment en Angleterre et en Israël. La plupart des juifs maltais contemporains sont séfarades, néanmoins, un livre de prières ashkénazes est utilisé.
Les relations de Malte avec Israël sont amicales depuis l' indépendance. Un vol direct depuis Tel Aviv amène jusqu'à 300 touristes israéliens à Malte. Le pain plat local ( ftira ) et le pain maltais traditionnel ( Ħobż ) sont tous casher.
De 1915 à 1944, la communauté juive est dirigée par Achille Tayar. Il est remplacé par Fortunato Habib de 1944 à 1963, George Tayar de 1963 à 1994, puis par Abraham Hayim Ohayon, le fils du rabbin Nissim Ohayon.
Les Juifs maltais se sont retrouvés sans synagogue lorsque le bâtiment de Spur St. est démoli en 1979. En 1984, une nouvelle synagogue est ouverte au 182 Strada San Orsola, mais elle doit fermer en 1995 car le bâtiment ménaçait de s'effondrer. En 2000, une nouvelle synagogue est construite à Ta' Xbiex grâce à des dons provenant des États-Unis et du Royaume-Uni. La Fondation juive de Malte la gère désormais avec un centre juif.
Familles juives à Malte au XXe siècle
- Hammus et Hannah Reginiano ont déménagé à Malte, où il a travaillé comme tailleur, depuis la Libye italienne à la suite des lois raciales de 1938. Hammus est mort en 1941 et son fils Menasse a été tué en 1942 lors du bombardement du Regent Cinéma à La Valette. Leurs autres fils et petits-enfants sont restés à Malte[17].

- Hirsch Herman et Helene Eder avec leurs enfants ont quitté en 1938 Vienne  pour Malte. Avec le début de la guerre, ils ont été internés avec d'autres citoyens allemands, autrichiens et italiens et libérés au bout de trois mois. L'année suivante, ils sont de nouveau internés dans l'ancien couvent de Rabat . Une fois refermées un an plus tard, ils ont découvert que leur usine de chapeaux à Msida avait été détruite par les bombardements nazis. Après la guerre, ils construisirent  une chaîne de cinq points de vente de tissu, Haro, très populaires, figurant parmi les premiers à vendre des vêtements prêts à l'emploi pour femme. Le premier étant à Britannia St à La Valette, géré par leur fille Lisl Berger. Ils possédaient également l'hôtel Le Roy à Qui-Si-Sana, Sliema[17].

- Un syndicaliste de Budapest, Bela Lowinger (1906-1994), a voyagé via Trieste et Naples pour trouver en 1939 refuge à Malte. Sa famille tenait un petit magasin dans la rue Main, à Rabat, où ils étaient connus sous le nom de ungerizi[18]. En 1948, il servit d'interprète lors du voyage à Malte du club de football Vasas SC[19]. Il a ensuite ouvert un magasin de tapis à Tower Rd, Sliema.

- Une autre famille juive maltaise de premier plan, Marco et Clare Aroyo, est arrivée à Malte dans les années 1930 en provenance de Bulgarie. Dans les années 1960-1970, ils dirigent la boutique de textile Swiss House à Britannia St c / w Zachary St., La Valette, avant de s'installer au Royaume-Uni en 1988. Leur fils Dorian était pianiste. Un autre fils, Robert, a déménagé au Royaume-Uni et plus tard en Israël avec sa femme Preeti ; leurs deux fils ont été tués dans un attentat à la bombe à Gaza en 1971.

- Parmi les descendants du premier rabbin Jacob Tajar figurent Ondina, qui travaillait à la pharmacie Kingsway et Margot Tayar qui dans les années 1960 et 1970 dirigent la boutique textile "Tayar's Sportex and Tweed" sur la place du Palais à La Valette.

- George et Gita Tayar formaient une autre famille. George Tayar était un gros actionnaire de Marks and Spencer et l'a introduit à Malte avec Berti Mizzi. Gita Tayar a été une pionnière du tricot à domicile à la fin des années 1960, introduisant l'industrie textile à Gozo avec la société Levison-Tayar. La rue de San Ġwann où ils vivaient s'appelle désormais Triq George Tayar.

Le judaïsme, avec l' hindouisme, est reconnu comme une secte mais pas comme une religion à Malte. En 2010, des groupes juifs et hindous  ont exhorté le pape Benoît XVI à intervenir pour s'assurer que Malte traite toutes les religions de manière égale devant la loi, mais le pape n'est pas intervenu.
En 2013, le Centre juif Chabad à Malte a été fondé par le rabbin Haim Shalom et le rabbin Haya Moshka Segal.

## Cimetières juifs à Malte

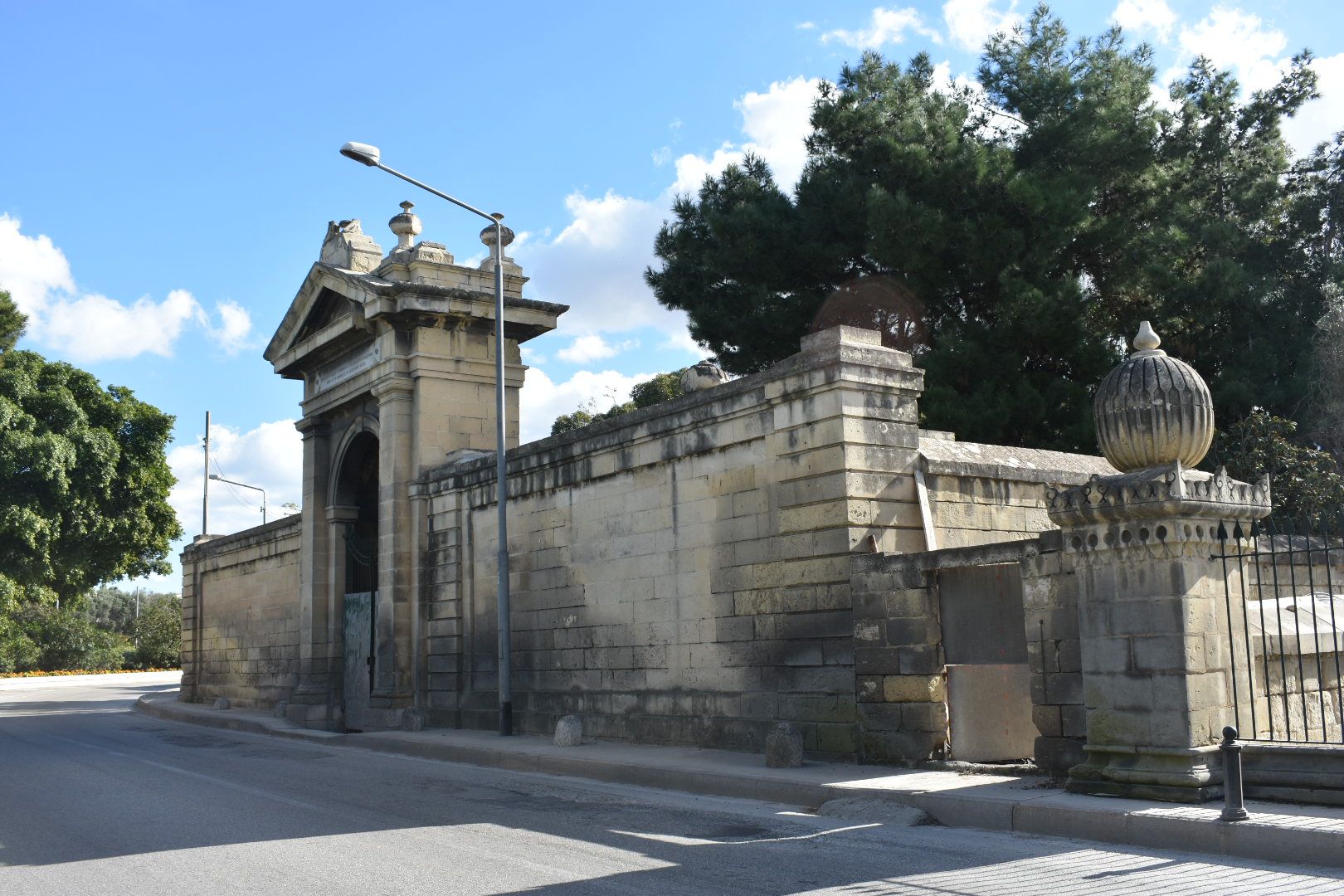
Le cimetière juif de Marsa, construit en 1879 d'après les plans de Webster Paulson.

Les cimetières juifs de Malte comprennent le cimetière de Kalkara (1784-1833), le cimetière Ta 'Braxia (1836-1891) et le cimetière juif de Marsa (ouvert en 1887).
En 1372, le roi Frédéric III accorda un terrain à Tabia (l'actuel Qbur il-Lhud à Ghariexem, Mtarfa ) à l' Universitate Judeorum, la communauté juive, pour l'utiliser comme cimetière,. Une pierre tombale en hébreu, trouvée sur place, dédiée à Rach [el], épouse de Yeshu'a est conservé à Rabat de DOMVS Romana.
Un cimetière juif a été fondé à Kalkara (Strada Rinella) en 1784 "par le fonds Livourne pour le rachat des esclaves hébreux, pour l'enterrement des morts de sa race. Le site était probablement un ancien lieu de sépulture pour les non-chrétiens de l'île. Il contient aujourd'hui douze tombes identifiables provenant de sépultures de 1820-1834, ainsi que d'autres pierres tombales et fragments. Il a été rénové par le conseil local en 2003.
Un deuxième lieu de sépulture pour les Juifs maltais a été créé vers 1836 dans une section du cimetière de Ta 'Braxia ; il a été utilisé jusqu'en 1891. Le cimetière juif comprend environ 120 tombes, principalement en dalles horizontales de style Sefardi.
Enfin, un cimetière juif à Marsa a été construit en 1879 d'après les plans de Webster Paulson et ouvert en 1887 à côté du cimetière militaire turc, grâce aux dons de l'anglais juif Sir Moïse Montefiore. Le cimetière est  utilisé par la communauté juive de Malte, et abrite des tombes de Juifs d'Espagne, d'Europe centrale et de Russie, ainsi que de l'Australie et de Shanghai.